# Con in testa strane idee
Con in testa strane idee è il ventiquattresimo album di Peppino di Capri, pubblicato nel 1980.

## Descrizione
Si tratta di uno degli album meno conosciuti del cantante campano. Tutti i brani sono eseguiti dal complesso dei Luna. Con il brano Tu cioè, l'unica traccia non inedita del disco, il cantante partecipò al Festival di Sanremo 1980. Sul disco, Peppino riprone il brano sanremese del 1980 di Enzo Malepasso Ti voglio bene scritto da Depsa.
Questo album è stato pubblicato in Francia sull'etichetta Milan SPL 63.
Il titolo dell'album è tratto da un verso del brano Il cacciatore. Il quadro raffigurato in copertina è di Francesco Pepe.
Quest'album non è mai stato ripubblicato in CD.

## Tracce
Lato A
1. Cristina – 3:40
2. Il cacciatore – 4:05
3. Caldo – 3:55
4. Bandiera stellata – 3:55
5. Ti voglio bene – 3:30

Durata totale: 19:05
Lato B
1. Maga – 3:30
2. Voglio cantare – 3:50
3. Concerto d'estate – 3:30
4. Se Dio esistesse – 3:35
5. Tu cioè – 4:08

Durata totale: 18:33

## Formazione
- Peppino di Capri: voce solista, arrangiamenti
- Danilo Rustici: chitarra acustica, elettrica, sitar, armonica, mixage
- Sabatino Romano: batteria, percussioni
- Joe Amoruso: pianoforte, tastiere, sintetizzatori
- Dario Franco: basso
- Laura Landi: coro
- Antonella Bianchi: coro
- Marina Bianchi: coro

Altri contributi:
- Angelo Dalla Fiore: mixage